# C-16

Dibuix d'un senyal d'aquesta autovia

L'autopista E-9 i l'autovia  C-16 , també anomenada Eix del Llobregat és una via ràpida d'accés a França i al Pirineu des de l'àrea metropolitana de Barcelona. Té una longitud de 154 km aproximadament. Els primers 56 km són d'autopista de peatge (Barcelona-Manresa nord) amb data de final de la concessió al 2039; i des del km 56 fins al km 97 (41 km) són d'autovia (Manresa Nord-Berga Sud); en els 37 km darrers és una via ràpida.
El primer tram fou inaugurat l'any 1989, entre Terrassa i Sant Fruitós de Bages. Dos anys després s'inauguraren dos trams més, que completaren el trajecte com a autopista de peatge fins a Barcelona. Un quart tram entre Sant Fruitós i Sallent fou inaugurat l'any 1995, aquest lliure de peatge. El 2007 finalitzaren les obres del desdoblament fins a Berga, també lliure de peatge, amb la obertura del Viaducte de Cal Prat, d'uns 568 metres.
El 2008 va sortir a informació pública la prolongació del tram d'autovia de Berga fins a Bagà, de 21 quilòmetres de longitud, on s'anunciaven quatre fases: un tram d'autovia entre Berga i Cercs de 6 quilòmetres, un tram de 7.5 quilòmetres de carretera 2+1 entre Cercs i La Nou de Berguedà, un desdoblament d'1.5km a l'altura de La Nou, i un tram de sis quilòmetres de tercer carril entre La Nou i Bagà. A data de 2020 aquest estudi informatiu estava caducat i estava pendent la relicitació del projecte. Existia a Cercs una mobilització veinal que s'oposava a un traçat que passés pel marge oest del riu Llobregat, i proposava un traçat pel costat contrari.
Des de Berga fins a Bellver de Cerdanya, on finalitza la carretera, és una via convencional. El seu trajecte inclou el túnel del Cadí. Finalitzat el trajecte es desdobla en les carreteres LP-4033 que porten a Alp, Puigcerdà i la frontera amb França a la Guingueta d'Ix (Bourg-Madame), on enllaça amb la N-20 francesa, i en la N-1411, que connecta amb l'eix pirinenc N-260 cap a la Seu d'Urgell i Andorra.
En un futur, es perllongarà cap a Tolosa a partir de la frontera amb França i s'anomenarà  A66 , i possibilitarà escurçar distàncies entre Barcelona i entre altres ciutats com la pròpia Tolosa, Bordeus o París. Des del km 124 fins al 129 hi ha el Túnel del Cadí, que data de 1984 i és de peatge. L'empresa Autema (76,3% de Ferrovial i 23,7% d'Abertis) en té la concessió d'explotació fins al 2039.
La C-16 es correspon amb la ruta europea E09. És l'única ruta europea que passa per l'estat espanyol que és de titularitat autonòmica.

## Finalització dels peatges
Construïts encara al segle XX de manera majoritària, els diferents trams mantindran peatges fins passat el primer terç del segle XXI
- Túnels de Vallvidrera: expira el 2037
- Tram Terrassa-Manresa: expira el 2036
- Túnel del Cadí: expira el 2037.

## Enllaços (sortides)

### Tram de Peatge
| Número de la sortida | Nom de la sortida                                                | Carretera que hi enllaça |
| -------------------- | ---------------------------------------------------------------- | ------------------------ |
| Autopista            | Barcelona                                                        |                          |
| Retencions           | Tram amb possibles retencions km 0 a km 23 en ambdues direccions |                          |
| 2                    | Ronda de Dalt de Barcelona                                       | B-20                     |
| Túnel                | Túnels de Vallvidrera                                            |                          |
| Peatge               | Peatge de Túnels de Vallvidrera                                  |                          |
| 7                    | La Floresta/Canvi de sentit/Informació Túnels de Vallvidrera     |                          |
| 8                    | Sant Cugat del Vallès                                            |                          |
| 10                   | Mira-sol                                                         |                          |
| 11                   | Sant Cugat/Rubí Sud                                              | BP-1503                  |
| 13A                  | Autopista del Mediterrani: Girona/Cerdanyola del Vallès          | AP-7                     |
| 13B                  | Autopista del Mediterrani: Lleida/Tarragona                      | AP-7                     |
| Restaurant · Benzina | Àrea de servei de Sant Joan                                      |                          |
| 16                   | Rubí/Sabadell                                                    | C-1413ª                  |
| 17                   | Rubí/Les Fonts                                                   | BP-1503                  |
| Peatge               | Peatge de Les Fonts (Terrassa)                                   |                          |
| 19                   | Terrassa Sud/Les Fonts                                           | BP-1503                  |
| 21                   | Sabadell/Barcelona/Girona/Cerdanyola del Vallès                  | C-58                     |
| 22                   | Terrassa Martorell/Sabadell/Cerdanyola del Vallès                | C-243C N-150             |
| 23A                  | Terrassa Nord                                                    |                          |
| 23B                  | Olesa de Montserrat/Manresa                                      | C-58 B-120               |
| 26                   | Viladecavalls                                                    | C-58                     |
| 33                   | Vacarisses                                                       | C-58                     |
| Restaurant · Benzina | Àrea de servei de Montserrat                                     |                          |
| Peatge               | Peatge de Manresa                                                |                          |
| 41                   | Castellbell i el Vilar - Sant Vicenç de Castellet - Montserrat   | C-55                     |
| 48                   | Manresa Sud/El Pont de Vilomara                                  | BV-1225                  |
| 50                   | Manresa /Viladordis                                              | C-55                     |
| 54                   | Sant Fruitós de Bages/Navarcles/Moià/Tona/Vic                    | N-141                    |
| 56                   | Manresa Nord                                                     | C-16C                    |
| Final d'autopista    | Manresa Nord, fi de peatge, continua com autovia                 | C-16 E-9                 |

### Tram lliure de peatges

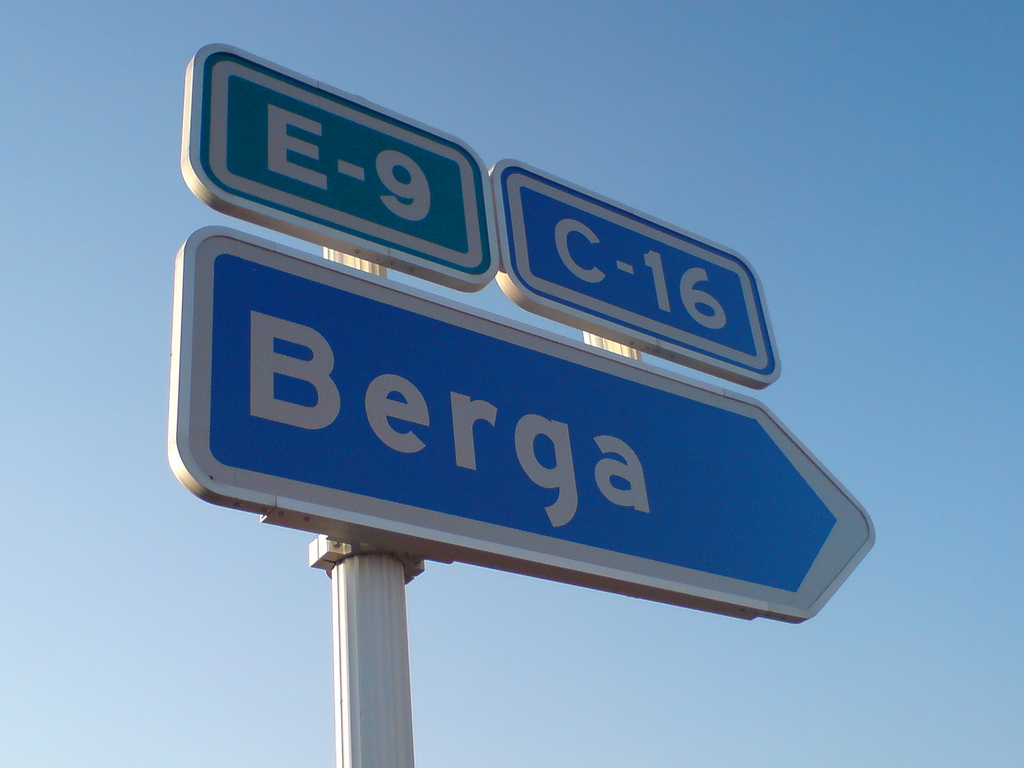
Senyal C-16 direcció Berga

Sortida 96 (Berga Sud/Solsona)

| Número de la sortida | Nom de la sortida                                                                     | Carretera que hi enllaça |
| -------------------- | ------------------------------------------------------------------------------------- | ------------------------ |
| Autopista            | Manresa Nord                                                                          | C-16 E-9                 |
| 57A                  | Girona/Vic                                                                            | C-25                     |
| 57B                  | Lleida/Cervera                                                                        | C-25                     |
| 61                   | Cabrianes                                                                             | B-430                    |
| 63                   | Sallent Sud                                                                           | C-1411ª                  |
| 64                   | Sallent Nord                                                                          |                          |
| 67                   | Balsareny Sud/Avinyó                                                                  | BP-4313 C-1411ª          |
| 69                   | Balsareny Nord/Súria                                                                  | BP-4313 C-1411ª          |
| 72                   | Navàs Sud                                                                             | C-1411ª                  |
| 73                   | Serrateix/Viver/Navàs                                                                 | BV-4235                  |
| 75                   | L'Ametlla de Merola/Navàs Nord                                                        | C-16ª                    |
| 80                   | Can Vidal/Puig-reig Sud                                                               | C-1411ª                  |
| Pont                 | Pont de Cal Vidal (Riu Llobregat)                                                     |                          |
| Pont                 | Pont de Cal Prat (Riu Llobregat)                                                      |                          |
|                      | Inici del tram de peatge a l'ombra                                                    |                          |
| 83                   | Puig-reig Nord/Casserres                                                              | BV-4131 C-1411ª          |
| Túnel                | Fals Túnel                                                                            |                          |
| Túnel                | Túnel de Casserres (Túnel del Guixaró)                                                |                          |
| Pont                 | Pont de Viladomiu Nou                                                                 |                          |
| 87                   | Gironella Sud/Viladomiu Nou                                                           | C-1411ª C-16ª            |
| 88                   | Gironella /Casserres                                                                  | BV-4132                  |
| 90                   | Gironella Nord/Olvan/Prats de Lluçanès                                                | C-1411ª C-149            |
| 92                   | Cal Rosal/Avià                                                                        | C-16ª                    |
| Pont                 | Pont de Cal Rosal (Riu Llobregat)                                                     |                          |
| 95                   | Solsona/Berga Sud/Cal Rosal                                                           | C-26 C-16ª               |
| Final d'autovia      | Berga Sud, fi d'autovia                                                               | C-16 E-9                 |
|                      | Final del tram de peatge a l'ombra                                                    |                          |
| Sortida              | Berga-Centre                                                                          |                          |
| Sortida              | Berga-Nord / Sant Llorenç de Morunys                                                  | C-1411z BV-4241          |
| Túnel                | Túnel de Berga                                                                        |                          |
| Sortida              | Vilada / Ripoll                                                                       | C-26 BP-4654             |
| Túnel                | Túnel de Cercs                                                                        |                          |
| Pont                 | Pont de Cercs (Embassament de La Baells)                                              |                          |
| Sortida              | Cercs                                                                                 |                          |
| Sortida              | Sant Jordi de Cercs                                                                   |                          |
| Restaurant · Benzina | Àrea de servei de La Rodonella                                                        |                          |
| Sortida              | La Rodonella, de Cercs                                                                |                          |
| Sortida              | Sant Corneli, de Cercs / Fígols                                                       | BV-4025                  |
| Sortida              | La Nou de Berguedà                                                                    | BV-4022                  |
| Túnel                | Túnel de La Nou                                                                       |                          |
| Túnel                | Túnel de Castell de Guardiola                                                         |                          |
| Sortida              | Vallcebre / Saldes / Gósol                                                            | B-400                    |
| Benzina              | Estació Servei El Collet                                                              |                          |
| Sortida              | Guardiola de Berguedà-Sud                                                             |                          |
| Sortida              | Guardiola de Berguedà-Centre / Sant Julià de Cerdanyola / La Pobla de Lillet / Ripoll | B-402                    |
| Túnel                | Túnel de Guardiola de Berguedà                                                        |                          |
| Sortida              | Guardiola de Berguedà-Nord / Terradelles (Bagà)                                       |                          |
| Sortida              | Bagà-Sud / Gisclareny                                                                 |                          |

### Tram de Peatge
| Número de la sortida | Nom de la sortida                                                             | Carretera que hi enllaça |
| -------------------- | ----------------------------------------------------------------------------- | ------------------------ |
| Carretera            | Bagà, inici del tram de peatge, continua com carretera en doble carril pujada | C-16 E-9                 |
| Sortida              | Bagà                                                                          |                          |
| Pont                 | Viaducte de Bagà (Torrent de Paller)                                          |                          |
| Pont                 | Viaducte del bac de Diví (Torrent del bac de Diví)                            |                          |
| Pont                 | Viaducte de Gréixer (Riu de Gréixer)                                          |                          |
| Túnel                | Túnel del Cadí                                                                |                          |
| Peatge               | Peatge del Cadí                                                               |                          |
| Restaurant · Benzina | Àrea de Servei Túnel del Cadí - Porta Cerdanya                                |                          |
| Sortida              | Riu de Cerdanya / Pedra                                                       |                          |
| Sortida              | Masella / Alp / La Molina / Puigcerdà                                         | C-162 N-152              |
|                      | Fi de tram de peatge. Enllaç amb la N-1411 i la LP-4033b                      |                          |